# دانييلا ماسياس
دانييلا ماسياس (بالإسبانية: Daniela Macías)‏ هي لاعبة كرة الريشة بيروفية، ولدت في 9 أكتوبر 1997 في ليما في بيرو.

## وصلات خارجية
- دانييلا ماسياس على موقع BWF.tournamentsoftware.com (الإنجليزية)
- دانييلا ماسياس على موقع BWFbadminton.com (الإنجليزية)
- دانييلا ماسياس على موقع اللجنة الأولمبية الدولية (الإنجليزية)
- دانييلا ماسياس على موقع أوليمبيديا (الإنجليزية)